# Jacob Evert de Vos van Steenwijk
Jacob Evert baron de Vos van Steenwijk (Zwolle, 30 april 1889 - Hoofddorp, 16 juli 1978) was een Nederlands politicus.
De Vos van Steenwijk was een telg uit een oud adellijk bestuurdersgeslacht, geboren en getogen in Zwolle. Hij promoveerde aan de Rijksuniversiteit Leiden op een proefschrift over astronomie en werd daarna leraar tot hij in Zwolle zijn schoonvader opvolgde als burgemeester. Later werd hij burgemeester van Haarlem en na de oorlog commissaris der Koningin van Noord-Holland. Hij vond dat de burgemeester een man moest zijn en was tegen kleine gemeentes. Naast zijn werk was hij tussen 1945 en 1962 een van de curatoren van de Rijksuniversiteit Leiden.

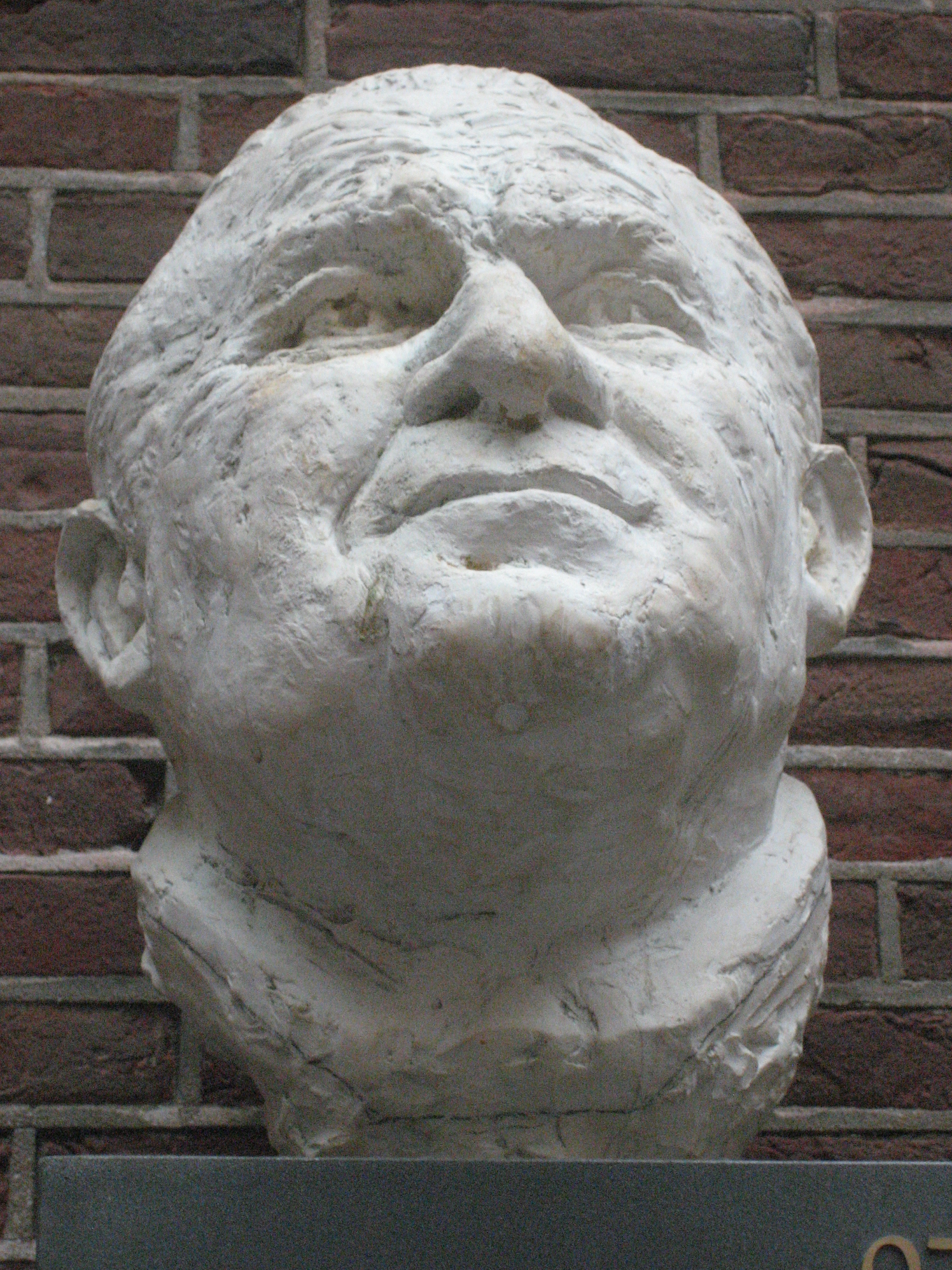
De Vos van Steenwijk (door J.A. Verbon) Academiegebouw Leiden

## Publicatie
- Jan Evert de Vos van Steenwijk: L'équinoxe pour 1865.0. Déduit des observations du soleil 1864-68 de l'Observatoire de Leyde. Haarlem, Uitg. Enschede, 1918. Proefschrift Leiden.

- Biografisch Portaal: 68016689
- Digitale Bibliotheek voor de Nederlandse Letteren: vos_045
- Gemeinsame Normdatei: 12829793X
- International Standard Name Identifier: 0000 0000 2581 2794
- Nederlandse Thesaurus van Auteursnamen: 067987699
- Parlement.com: vg09llz5qkyt
- Système universitaire de documentation: 177156767
- Virtual International Authority File: 1060463
- WorldCat: E39PBJxxfRvW8jxYPtpjYft7pP